# اگو، لا یونیون
اگو، لا یونیون (به لاتین: Agoo, La Union) یک سکونتگاه مسکونی در فیلیپین است که در لا یونیون واقع شده‌است.

## خصوصیات
اگو ۵۲٫۸۴ کیلومترمربع مساحت و ۶۰٬۵۹۶ نفر جمعیت دارد.